# Neapoli (Vatika)
Neapoli Voion eller Neapolis Voion (græsk: Νεάπολη Βοιών) også kaldet Vatika (græsk: Βάτικα) er en lille by i regionale enhed Lakonien, det sydlige Grækenland. Den ligger  nær den sydlige ende af Malea-halvøen, tæt på Kap Maleas. Den ligger 335 km sydøst for Athen og 115 km syd for Sparta. Dens havn er porten til øerne på det sydlige Peloponnes, såsom Kythera, Antikythera og Elafonisos. Neapoli er en del af kommunen Monemvasia  og Voiess kommunale enhed. Dens befolkning er 3.090 indbyggere ifølge folketællingen i 2011.